# Francesca Chillemi
Francesca Chillemi (Barcellona Pozzo di Gotto, 25 de julio de 1985) es una actriz, presentadora de televisión, personalidad de televisión y ex modelo italiana, elegida Miss Italia 2003.

## Biografía
Francesca Chillemi nació el 25 de julio de 1985 en Barcellona Pozzo di Gotto, en la provincia de Mesina, en Sicilia (Italia), de madre Maria Sciotto y de padre Salvatore Chillemi; y tiene un hermano, Giuseppe.

## Carrera
Francesca Chillemi en 2003, a la edad de dieciocho años, fue elegida Miss Italia, recibiendo la corona de manos de Claudia Cardinale. Después de ganar el concurso de belleza, regresó a Sicilia para terminar sus estudios, donde se graduó en la escuela secundaria clásica.
Luego de iniciar su carrera como modelo con la victoria en el concurso de belleza, en 2004 comenzó a trabajar como actriz, interpretando el papel de Costanza en dos episodios de la cuarta temporada de la serie Un medico in famiglia, mientras que en 2004 y en 2005 participó en algunas emisiones de televisión, incluyendo I raccomandati, con Carlo Conti, e Italia che vai. En 2005 presentó para Rai 1 Varietà, Aspettando Miss Italia, Sognando tra le note y Miss Italia: la sfida comincia y participa en Sanremo contro Sanremo.
En 2007 y 2008 se unió al elenco de la serie Carabinieri, en la que interpretó el papel de la carabinera Laura Flestero. También en 2007 coprotagonizó la segunda temporada de Gente di mare. En 2008 protagonizó el episodio La luna di carta de Il commissario Montalbano. En el mismo año interpretó el papel de Michela en la miniserie Vita da paparazzo. También en 2008 fue galardonada con el Premio Margutta, La Via Delle Arti como Mejor actriz de ficción.
2009 vio su debut en la pantalla grande con el papel de Veridiana en el episodio de Gaymers de la película Feisbum - Il film y con el papel de Luisa en la película Cado dalle nubi dirigida por Gennaro Nunziante, junto a Checco Zalone. En 2010 interpretó el papel de Michela Turrisi en la serie Squadra antimafia - Palermo oggi. En el mismo año interpretó el papel de Ippolita en la miniserie Preferisco il Paradiso, junto a Gigi Proietti. También en 2010 participó en los videoclips: Casting de Mambassa, dirigido por Lucio Pellegrini y en Solo un momento de Clave Cubana, dirigido por Marco Giacometti. En 2011 se unió al elenco de la miniserie Notte prima degli esami '82, en el papel de Claudia y participó en un episodio de la serie Fratelli detective.
Desde 2011 interpreta el papel de Azzurra Leonardi en la serie Che Dio ci aiuti. En 2012 interpretó el papel de Kitty en la miniserie La figlia del capitano. En el mismo año interpretó el papel principal de Nora en la miniserie Sposami, junto a Daniele Pecci. El 27 de octubre de 2013, fue anfitriona de la final de la septuagésima cuarta edición de Miss Italia, junto con Massimo Ghini y Cesare Bocci.
En 2014 interpretó el papel de Corinne en la miniserie La bella e la bestia, junto a Blanca Suárez y Alessandro Preziosi. En 2016 fue estrella invitada en la serie L'ispettore Coliandro, en el papel de Lucia Gallo. En el mismo año protagonizó la serie Braccialetti rossi. En 2017 interpretó el papel de Laura Micheletti en la película Natale da chef dirigida por Neri Parenti. En 2019 interpretó el papel de Monica Mirafiori en la serie L'isola di Pietro, junto a Gianni Morandi.
En 2021 participó en dos episodios de la serie Leonardo, en el papel de Margherita. En el mismo año protagonizó las películas Reefa dirigida por Jessica Kavana Dornbusch (en el papel de Gabrielle), Una relazione dirigida por Stefano Sardo (en el papel de Nicole Santini) y Anima bella dirigida por Dario Albertini. En el mismo año participó en el programa de televisión Penso che un sogno così.
En 2022 se unió al elenco de la serie Viola come il mare producida por Lux Vide en colaboración con RTI, en el papel de la periodista Viola Vitale, junto a Can Yaman (que interpreta el papel del inspector Francesco Demir). La serie está inspirada en la novela Conosci l'estate? de Simona Tanzini, publicado por Sellerio. En 2023 interpretó el papel de Alessandra en la serie de Netflix Glow & Darkness y el papel de Sonia en la película In fila per due dirigida por Bruno De Paola.

## Vida personal
Francesca Chillemi entre 2005 y 2009 estuvo vinculada a Moatassem Gadafi, mientras que entre 2010 y 2011 a su colega Francesco Scianna. Desde 2014 está vinculada al empresario Stefano Rosso, hijo de Renzo Rosso, fundador de la marca de moda Diesel: la pareja tuvo una hija, nacida en 2016.

## Filmografía

### Cine
| Año  | Título          | Personaje        | Director                 | Notas                         |
| ---- | --------------- | ---------------- | ------------------------ | ----------------------------- |
| 2009 | Gaymers         | Veridiana        | Emanuele Sana            | Episodio de Feisbum - Il film |
| 2009 | Cado dalle nubi | Luisa            | Gennaro Nunziante        |                               |
| 2017 | Natale da chef  | Laura Micheletti | Neri Parenti             |                               |
| 2021 | Reefa           | Gabrielle        | Jessica Kavana Dornbusch |                               |
| 2021 | Una relazione   | Nicole Santini   | Stefano Sardo            |                               |
| 2021 | Anima bella     |                  | Dario Albertini          |                               |
| 2023 | In fila per due | Sonia            | Bruno De Paola           |                               |

### Televisión
| Año           | Título                           | Personaje        | Cadeña   | Cadeña   | Director                                               | Notas                           |
| ------------- | -------------------------------- | ---------------- | -------- | -------- | ------------------------------------------------------ | ------------------------------- |
| 2004          | Un medico in famiglia            | Costanza         | Rai 1    | Rai 1    | Tiziana Aristarco, Claudio Norza y Isabella Leoni      | Episodios 4x13-4x14             |
| 2007          | Guardacostas (Gente di mare)     | Verna Leonetti   | Rai 1    | Rai 1    | Giorgio Serafini                                       | 25 episodios                    |
| 2007-2008     | Carabinieri                      | Laura Flestero   | Canale 5 | Canale 5 | Raffaele Mertes, Sergio Martino y Elisabetta Marchetti | 28 episodios                    |
| 2008          | Vita da paparazzo                | Michela          | Canale 5 | Rete 4   | Pier Francesco Pingitore                               | 2 episodios                     |
| 2008          | Il commissario Montalbano        | Teresa Sciacca   | Rai 1    | Rai 1    | Alberto Sironi                                         | Episodio 7x04: La luna di carta |
| 2010          | Squadra antimafia - Palermo oggi | Michela Turrisi  | Canale 5 | Canale 5 | Beniamino Catena                                       | Episodios 2x01-2x02-2x03-2x04   |
| 2010          | Preferisco il Paradiso           | Ippolita         | Rai 1    | Rai 1    | Giacomo Campiotti                                      | 2 episodios                     |
| 2011          | Notte prima degli esami '82      | Claudia          | Rai 1    | Rai 1    | Elisabetta Marchetti                                   | 2 episodios                     |
| 2011          | Fratelli detective               | Barbara          | Canale 5 | Canale 5 | Rossella Izzo                                          | 1 episodio                      |
| 2011-presente | Che Dio ci aiuti                 | Azzurra Leonardi | Rai 1    | Rai 1    | Francesco Vicario y Isabella Leoni                     | ¿? episodios                    |
| 2012          | La figlia del capitano           | Kitty            | Rai 1    | Rai 1    | Giacomo Campiotti                                      | 2 episodios                     |
| 2012          | Sposami                          | Nora             | Rai 1    | Rai 1    | Umberto Marino                                         | 6 episodios                     |
| 2014          | La bella e la bestia             | Corinne          | Rai 1    | Rai 1    | Fabrizio Costa                                         | 1 episodio                      |
| 2016          | L'ispettore Coliandro            | Lucia Gallo      | Rai 2    | Rai 2    | Manetti Bros                                           | Episodio 5x05                   |
| 2016          | Braccialetti rossi               | Vanessa          | Rai 1    | Rai 1    | Giacomo Campiotti                                      | 7 episodios                     |
| 2019          | L'isola di Pietro                | Monica Mirafiori | Canale 5 | Canale 5 | Alexis Sweet y Luca Brignone                           | 6 episodios                     |
| 2021          | Leonardo                         | Margherita       | Rai 1    | Rai 1    | Alexis Sweet                                           | Episodios 1x01 y 1x06           |
| 2022          | Viola come il mare               | Viola Vitale     | Canale 5 | Canale 5 | Francesco Vicario                                      | 12 episodios                    |
| 2023          | Glow & Darkness                  | Alessandra       | Netflix  | Netflix  | José Luis Moreno                                       | 9 episodios                     |

### Videoclips
| Año  | Título          | Autor        | Director         |
| ---- | --------------- | ------------ | ---------------- |
| 2010 | Casting         | Mambassa     | Lucio Pellegrini |
| 2010 | Solo un momento | Clave Cubana | Marco Giacometti |

## Programas de televisión
| Año       | Título                         | Cadeña |
| --------- | ------------------------------ | ------ |
| 2004-2005 | Italia che vai                 | Rai 1  |
| 2004-2005 | I raccomandati                 | Rai 1  |
| 2005      | Varietà                        | Rai 1  |
| 2005      | Aspettando Miss Italia         | Rai 1  |
| 2005      | Miss Italia: la sfida comincia | Rai 1  |
| 2005      | Sognando tra le note           | Rai 1  |
| 2005      | Sanremo contro Sanremo         | Rai 1  |
| 2013      | Miss Italia                    | La7    |
| 2021      | Penso che un sogno così        | Rai 1  |

## Premios y reconocimientos
| Año  | Premio                             | Categoría               | Resultado |
| ---- | ---------------------------------- | ----------------------- | --------- |
| 2003 | Miss Italia 2003                   | Miss Italia 2003        | Ganadora  |
| 2008 | Premio Margutta, La Via Delle Arti | Mejor actriz de ficción | Ganadora  |